# Патара-Ханчалі
Патара-Ханчалі (груз. პატარა ხანჩალი) — село в Грузії.
За даними перепису населення 2014 року в селі проживає 554 особи. З яких чоловіків — 274 осіб, жінок — 280 осіб.